# مطار ييبين تشايبا
مطار ييبين تشايبا (بالصينية: 宜宾菜坝机场)(إياتا: YBP، إيكاو: ZUYB) هو مطار عسكري وعام سابق في مدينة ييبين في مقاطعة سيتشوان جنوب الصين. افتتح المطار، الواقع في بلدة كايبا بمنطقة كويبينج، في 16 ديسمبر 1992. نظرًا لأن موقع المطار حد من قدرته على التوسع، وافق مجلس الدولة الصيني في مايو 2012 على بناء مطار ييبين وليانجى الجديد ليحل محل مطار تشايبا.
صنف مطار ييبين تشايبا في المرتبة السادسة والثمانون في الصين من حيث عدد الركاب عام 2011 وفقًا لإدارة الطيران المدني في الصين، حيث تعامل مع 325,560 راكب، وبلغ إجمالي حركة الطائرات (القادمة والمغادرة) 3,859 طائرة وقد بلغت كمية البضائع المنقولة عبر المطار 2,738 طن.
خدم مطار تشايبا آخر رحلة مدنية له مساء يوم 4 ديسمبر 2019، ونقلت بعد ذلك نقل جميع العمليات التجارية إلى مطار وليانجى، الذي افتتح في اليوم التالي. بما أن المنشآت العسكرية للمطار الجديد لا تزال موجودة، فمن المتوقع أن يستمر قاعدة جوية عسكرية لمدة عام آخر تقريبًا، ثم يغلق تمامًا.